# فيتالي شفتشينكو
فيتالي شفتشينكو (2 أكتوبر 1951 في أذربيجان - ) هو مدرب كرة قدم ولاعب كرة قدم (وحمل سابقاً جنسية الاتحاد السوفيتي) في مركز الهجوم. شارك مع منتخب الاتحاد السوفييتي لكرة القدم. أما مع النوادي، فقد لعب مع تشورنومورتس أوديسا ودينامو كييف ولوكوموتيف موسكو ونادي نيفتشي باكو.

## وصلات خارجية
- فيتالي شفتشينكو على موقع الاتحاد الأوربي (الإنجليزية)
- فيتالي شفتشينكو على موقع قاعدة بيانات كرة القدم.إي يو (الإنجليزية)
- فيتالي شفتشينكو على موقع ناشيونال فوتبول تيمز (الإنجليزية)
- فيتالي شفتشينكو على موقع عالم كرة القدم.نت (الإنجليزية)